# Parc Megalític de Roses
Koordinaten: 42° 15′ 25″ N, 3° 11′ 49″ O

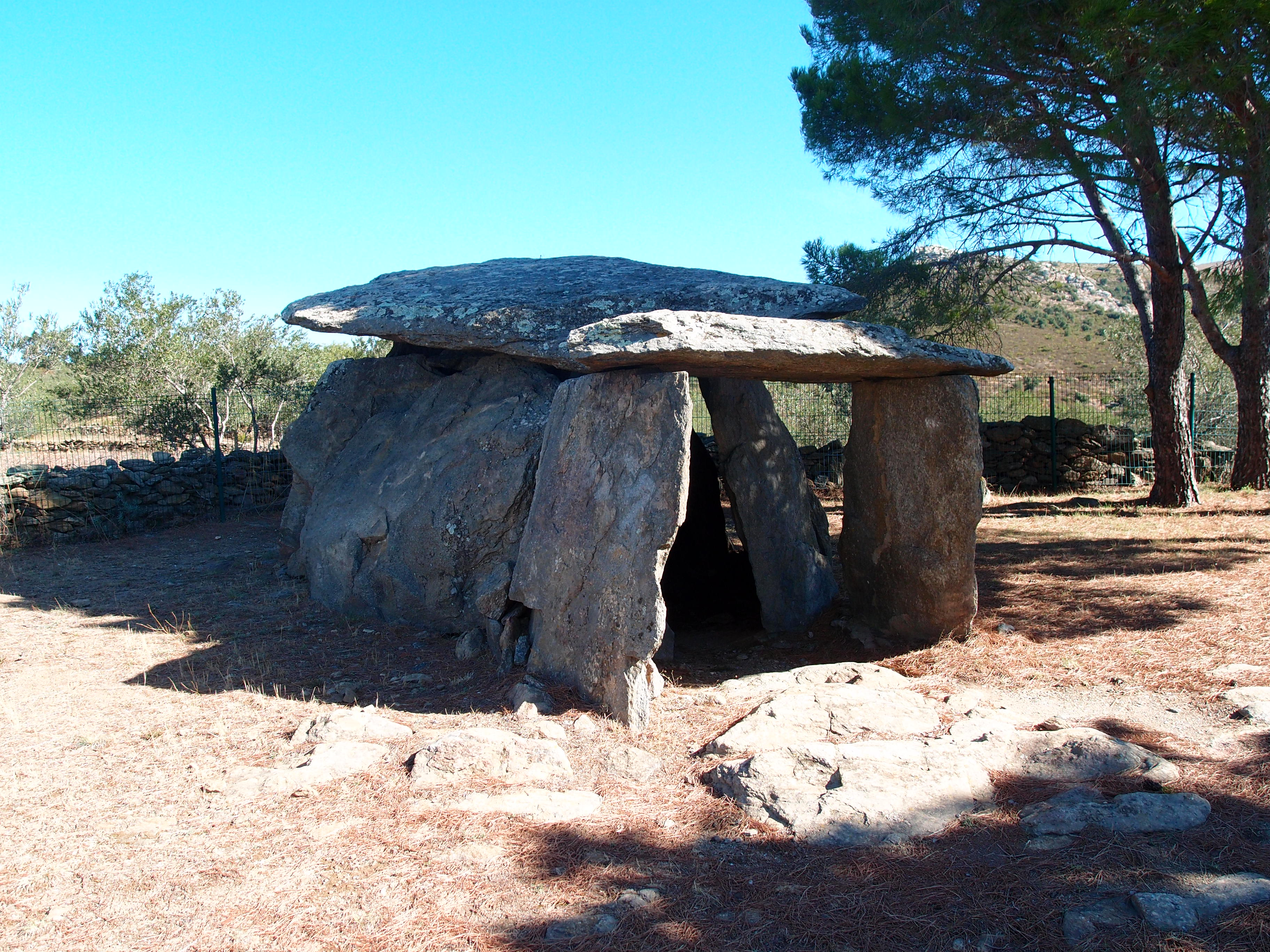
Dolmen de la Creu d’en Cobertella

Der Parc Megalític de Roses liegt in der Empordà nahe der katalanischen Gemeinde Roses (span. Rosas) an der Costa Brava in Spanien. Die Spuren der ersten jungsteinzeitlichen Bewohner datieren um etwa 4000 v. Chr. Im Park befinden sich einige Dolmen und Menhire:
- der Dolmen Creu d’en Cobertella (3000–2700 v. Chr.) ist der größte von Katalonien. Er wurde 1964 unter Denkmalschutz gestellt und verfügt über eine große, mit einem vier Tonnen schweren Steinblock bedeckte Galerie.
- der Dolmen Llit de la Generala (3200 v. Chr.)
- der Dolmen del Cap de l’Home
- der Dolmen Rec de la Cuana (auch Cona, 2500 v. Chr.)
- das Steingrab Casa Cremada und die Menhire de la Casa Cremada liegen auf der Hochebene Torre del Satre. In der Nähe des Parks befinden sich die Höhlen-Dolmen de la Quarenta I und II und mehrere Höhlen.